# Palazzo del Sant'Uffizio
Il Palazzo del Sant'Uffizio è un palazzo nel rione romano di Borgo e zona extraterritoriale della Santa Sede in Italia. Ospita la sede del Dicastero per la dottrina della fede e di altri uffici della Curia romana.

## Storia
Il palazzo si trova a sud di basilica di San Pietro in Vaticano, vicino all'entrata del Petriano della Città del Vaticano. L'edificio si trova al di fuori dei confini della Città del Vaticano, presso il suo angolo sudorientale. È una zona extraterritoriale della Santa Sede in Italia regolata dai Patti Lateranensi del 1929.
Il palazzo fu costruito per la prima volta nel 1514 per il cardinale Lorenzo Pucci e prese il nome di Palazzo Pucci. Il cardinale aveva precedentemente acquistato e fatto demolire alcune case della famiglia Gozzadini. La sua facciata fu ricostruita tra il 1524 e il 1525 dagli architetti Giuliano Leni, Pietro Roselli e Michelangelo Buonarroti. Nel 1531, alla morte del cardinale Pucci, l'edificio non era ancora completo.
Nel 1532 l'architetto Gaetano Leni incaricò Antonio da Sangallo il Giovane di svolgere alcuni lavori di completamento.
Nel 1566 o nel 1567 il palazzo fu acquistato da papa Pio V per 9000 scudi e fu convertito in sede dell'Inquisizione. Opere di restauro furono realizzate da Pirro Ligorio e Giovanni Sallustio Peruzzi. Nel 1586 papa Sisto V fece realizzare le carceri che anni dopo caddero in disuso.
Tra il 1811 e il 1814 papa Leone XII restaurò l'edificio e ripristinò le carceri. Nel 1869 venne completata la facciata in piazza del Sant'Uffizio.
Una ristrutturazione completa dell'edificio è stata progettata e realizzata da Pietro Guidi tra il 1921 e il 1925.

## Utilizzo
Il Palazzo del Sant'Uffizio ospita i seguenti uffici:
- Dicastero per la dottrina della fede;
- Pontificia commissione biblica;
- Commissione teologica internazionale.

Vi è ospitato anche l'archivio centrale dell'Inquisizione.
Nel palazzo risiedono anche i cardinali Giovanni Angelo Becciu, Franc Rodé, Lazarus You Heung-sik e Marcello Semeraro; i vescovi Josef Clemens, Carlos Alberto de Pinho Moreira Azevedo e Fabio Fabene; e monsignor Luis María Rodrigo Ewart.
Nel palazzo ha abitato anche il cardinale Francis Robert Prevost, papa Leone XIV.